# Thomas Vaubourzeix
Thomas Vaubourzeix (* 16. Juni 1989 in Gassin) ist ein französischer Straßenradrennfahrer.

## Sportlicher Werdegang
Thomas Vaubourzeix fuhr 2010 für die französische Vereinsmannschaft VC La Pomme Marseille. Er gewann eine Etappe bei der Tour de Franche Comté Cycliste, eine Etappe bei Kreiz Breizh Elites, sowie eine Etappe und die Gesamtwertung bei der Vuelta a Toledo. Bei der Tour d’Eure-et-Loir gewann er eine Etappe, das Mannschaftszeitfahren und die Gesamtwertung. Seit 2011 besitzt seine Mannschaft eine UCI-Lizenz als Continental Team. Er gewann für dieses Team 2012 eine Etappe der Tour de Bretagne und 2014 eine Etappe der in UCI-Kategorie 2.HC geführten Tour of Qinghai Lake.
Nach einem kurzen Intermezzo bei Veranclassic-Ekoi Anfang 2015 wurde Vaubourzeix zur Jahresmitte Mitglied im US-amerikanischen Lupus Racing Team. Anfang 2016 gewann er zwei Rennen auf der UCI Afrika Tour, worauf er als Stagiaire beim Team Delko Marseille Provence eingesetzt wurde. Jedoch kam es zu keinem Anschlussvertrag.
In den Folgejahren hatte Vaubourzeix immer wieder nur kurze Mitgliedschaften bei verschiedenen UCI Continental Teams, der Gewinn der Challenge du Prince 2017 blieb sein bisher letzter Erfolg.

## Erfolge
2010
- eine Etappe Kreiz Breizh Elites

2012
- eine Etappe Tour de Bretagne

2014
- eine Etappe Tour of Qinghai Lake

2016
- Challenge du Prince - Trophee Princier
- eine Etappe Tunesien-Rundfahrt

2017
- Challenge du Prince - Trophee Princier